# Acomys cineraceus
Acomys cineraceus é uma espécie de roedor da família Muridae.
Pode ser encontrada nos seguintes países: Etiópia, Quénia, Sudão e Uganda.
Os seus habitats naturais são: savanas áridas, savanas húmidas, áreas rochosas, terras aráveis e jardins rurais.